# Infinity (canção de Guru Josh)
Infinity é uma canção de Guru Josh que foi lançado em 1989 e regravado em 2008 com o nome de "Infinity 2008".

## Infinity 2008
Infinity 2008 é uma regravação da canção de Guru Josh Project que foi lançado em 2008 e que alcançou o primeiro lugar de muitos países.